# پیتر پائو
پیتر پائو (انگلیسی: Peter Pau؛ زادهٔ ۱۹۵۱ (۷۳–۷۴ سال)) یک فیلم‌بردار اهل هنگ کنگ است.
وی همچنین برنده جوایزی همچون جایزه اسکار بهترین فیلمبرداری ۲۰۰۰ و جایزه حلقه منتقدان فیلم نیویورک بهترین فیلمبرداری ۲۰۰۰ شده است.

## فیلم‌شناسی
- قاتل (۱۹۸۹)
- The Bride with White Hair (۱۹۹۴)
- Naked Killer (۱۹۹۵)
- The Phantom Lover (۱۹۹۶)
- Warriors of Virtue (۱۹۹۷)
- Bride of Chucky (۱۹۹۸)
- ببر خیزان، اژدهای پنهان (۲۰۰۰)
- The Promise (۲۰۰۵)
- شوتم آپ (۲۰۰۷)
- پادشاهی ممنوعه (۲۰۰۸)
- کنفوسیوس (۲۰۱۰)